# Bend It Like Beckham
Bend It Like Beckham es una película británica de 2002 dirigida por Gurinder Chadha y basada en el guion escrito por ella, Paul Mayeda Berges y Guljit Bindra. El título del filme es una referencia al futbolista inglés David Beckham y su habilidad para anotar tiros libres curvando (bending en inglés) la trayectoria del balón. La película fue filmada en West London, específicamente en Hounslow (donde viven la mayoría de los personajes) y Southall, y en Central London, incluyendo Soho, para la tienda de fútbol, y Piccadilly Circus. Algunas escenas fueron filmadas en Hamburgo (Alemania).

## Argumento
La película cuenta la historia de Jesminder «Jess» Bhamra (Parminder Nagra), una chica sij que vive en los suburbios occidentales de Londres, no muy lejos del Aeropuerto de Londres-Heathrow. Tanto su padre como su madre son inmigrantes panyabi en el Reino Unido. Debido a que Jess es la hija más estudiosa, la impulsan en sus estudios con la esperanza de que alcance el éxito financiero que ellos no tuvieron. Su objetivo es que vaya a la universidad y se convierta en abogada y como es costumbre, también planearon un matrimonio en el momento debido. Jess, mientras tanto, sueña con ser una jugadora profesional de fútbol, inspirada por uno de los futbolistas más famosos de Inglaterra, David Beckham. Jess muestra un talento inusual para ese deporte durante partidos informales en el parque con chicos locales, cosa que hace enojar a sus padres.
Mientras juega en el parque, Jess es vista por Juliette «Jules» Paxton (Keira Knightley), la jugadora estrella de los Hounslow Harriers, un equipo amateur de fútbol femenino. Ella acepta la invitación de Jules de unirse al club, a pesar de que sabe que sus padres no lo aprobarían. Jess se convierte en un miembro clave del equipo y en la mejor amiga de Jules; también desarrolla una relación especial con el entrenador del equipo, Joe (Jonathan Rhys-Meyers), un joven cuyo sueño de estrellato futbolístico se arruinó cuando sufrió una lesión en la rodilla. Mientras tanto Pinky, hermana mayor de Jess organiza su boda, hasta un punto casi obsesivo, dónde parece ser que el único significado de su vida es el matrimonio. Al mismo tiempo, hay rumores de que un reclutador de una universidad estadounidense está buscando jugadoras para el equipo de fútbol femenino. La situación resulta en varios choques culturales que van desde lo cómico hasta lo serio, mientras Jess, sus amigas (tanto de la comunidad india como del club de fútbol) y su familia tratan de conciliar las expectativas de ambas culturas y sus propios sueños y deseos.
La película también muestra cómo las familias inmigrantes no son las únicas obsesionadas con la tradición. La madre de Jules (Juliet Stevenson), tiene un punto de vista muy convencional acerca de la feminidad, presionándola a que use lencería fina en lugar de sujetadores deportivos, y además teme que su hija tenga una relación lésbica con Jess. En lugar del tradicional argumento que muestra al padre testarudo y a la madre comprensiva, los roles están invertidos en la película, mostrando a un padre que tiene la sabiduría de dejar a su hija cumplir su sueño y la madre que se apega a sus ideas y tradiciones. En el caso de Jess, su padre (Anupam Kher) decide dejarla jugar en un torneo de fútbol, aunque eso signifique que ella deba abandonar la boda de su hermana. En el caso de Jules, su padre la incita a jugar fútbol en lugar de perseguir chicos y hacer «cosas de chicas». 
Cuando el padre de Jess se da cuenta de que su hija se ha escapado para jugar al fútbol, toma diez minutos para verla jugar en un partido y descubre sus habilidades. Se queda sorprendido al ver que es una jugadora fantástica y un miembro clave del equipo, pero no se impresiona mucho cuando la encuentra abrazando al entrenador. Durante la fiesta del matrimonio de Pinky, el padre de Jess la deja ir a jugar el partido final, diciendo que sería la única manera de verla feliz en el día de matrimonio de su hermana. Su felicidad es contrastada con la de su hermana al casarse en una secuencia de montaje, mostrando que ambas ven realizados sus sueños.
El reclutador estadounidense ve a Jess y a Jules en el juego y les ofrece un lugar en una universidad en los Estados Unidos con un conocido y exitoso programa de fútbol (Santa Clara University). Jules acepta inmediatamente, pero Jess no sabe si sus padres la dejarán ir. Regresa a la fiesta de matrimonio (que apenas va a acabar) y le dice a su mejor amigo indio, Tony, un chico homosexual que está enamorado de David Beckham, lo que ha pasado. Tony puede ver lo mucho que Jess quiere aprovechar esta oportunidad, por lo que le dice a sus padres que él y Jess se quieren casar, pero él quiere que ella tenga la oportunidad de ir a la universidad que desee primero. Jess se da cuenta de que no puede dejar que Tony haga tal sacrificio por ella y que no quiere seguir engañando a su familia, por lo que dice la verdad y pide permiso para ir a los Estados Unidos.
Su padre le da permiso, ya que durante su juventud en Inglaterra quería jugar críquet, pero no pudo porque los ingleses que estaban en el club en el que deseaba jugar se burlaban de su turbante y lo «echaron como a un perro». Se da cuenta de que Jess realmente quiere intentarlo y da un discurso en frente de sus parientes y amigos de cómo fue discriminado y de cómo quiere que Jess tenga las oportunidades que él nunca tuvo. La película concluye con la despedida de la familia y amigos de Jess y Jules en el aeropuerto. Jess y Joe, quienes durante el filme estuvieron atraídos a pesar de las restricciones de la familia y de su posición, se besan, y Joe decide decirles a los padres de Jess acerca de la relación cuando vuelva durante Navidad. Durante los créditos se puede ver a Pinky embarazada, mientras Joe, Tony y el padre de Jess juegan críquet, como el embarazo de Pinky es bastante avanzado se deduce que Jess y Joe ya han hablado con su familia, y ellos han aceptado a Joe, y por formar parte de la familia juega incluso al críquet.

## Reparto
- Parminder Nagra - Jess
- Keira Knightley - Juliette «Jules» Paxton
- Jonathan Rhys-Meyers - Joe
- Anupam Kher - Sr. Bhamra
- Archie Panjabi - Pinky Bhamra
- Shaznay Lewis - Mel
- Frank Harper - Mike Paxton
- Juliet Stevenson - Paula Paxton
- Ameet Chana - Tony
- Pooja Shah - Meena
- Preeya Kalidas - Mónica
- Trey Farley - Taz

## Banda sonora
La banda sonora incluye música del estilo bhangra, soul, canciones por Victoria Beckham, Melanie Chisholm y Texas y el aria Nessun dorma de la ópera Turandot de Giacomo Puccini. También incluye extractos de «Red Alert» y «Do Your Thing» de la banda de música house Basement Jaxx. La canción «I Turn To You» de Melanie Chisholm fue usada en la película pero no está incluida en la banda sonora.

## Recepción
La película fue popular con audiencias en todo el mundo, incluyendo los Estados Unidos. Recibió un puntaje de 85 % en Rotten Tomatoes (121 frescos y 22 putrefactos).